# Élia
Pour les articles homonymes, voir Elia.
Élia est la première ou deuxième épouse de Lucius Cornelius Sylla.
Plutarque donne comme première épouse à Sylla une certaine Ilia et comme deuxième épouse une Élia. Cependant, il n'existe aucune illustre famille romaine nommée Ilius, et il s'agit peut-être d'une déformation d’Ilia en Julia, mais la thèse la plus approuvée est qu'il s'agit d'une corruption du nom d’Aelia, la « seconde » épouse de Sylla, laquelle serait donc la première, une seule et même personne.